# Кокоревское сельское поселение
Кокоревское сельское поселение — муниципальное образование в составе Лебяжского района Кировской области России, существовавшее в 2006 — 2012 годах.
Центр — деревня Кокорево.

## История
Кокоревское сельское поселение образовано 1 января 2006 года согласно Закону Кировской области от 07.12.2004 № 284-ЗО.
Законом Кировской области от 28 апреля 2012 года № 141-ЗО поселение было упразднено, все населённые места включены в состав Михеевского сельского поселения.

## Состав
В состав поселения входили 7 населённых пунктов:
- деревня Кокорево
- деревня Малый Рын-Дудорово
- деревня Малый Рын-Мари
- деревня Ситьмяна
- деревня Соль-Грязь
- деревня Фомины
- деревня Фролово